# Олександрівка (Циркунівська сільська громада)
Олекса́ндрівка —  село в Україні, у Харківському районі Харківської області. Населення становить 34 осіб. Орган місцевого самоврядування — Циркунівська сільська рада.

## Населення

### Мова
Розподіл населення за рідною мовою за даними перепису 2001 року:
| Мова       | Відсоток |
| ---------- | -------- |
| українська | 94,12%   |
| російська  | 5,88%    |

## Географія
Село Олександрівка знаходиться неподалік від витоків річки В'ялий. На відстані до 2-х км розташовані села Українське, Михайлівка, Кутузівка і Момотове. Поруч проходить автомобільна дорога Т 2104.